# 井上武 (大阪狭山市長)
井上 武（いのうえ たけし、1944年（昭和19年）5月18日 - ）は、日本の政治家。元大阪府大阪狭山市長（1期）。

## 経歴
大阪府出身。堺市立第二商業高等学校（現・堺市立堺高等学校）卒業。大阪狭山市理事を経て、1999年（平成11年）大阪狭山市長酒谷忠生が死去。その後継を決める市長選挙に立候補し、5人の争いを制し、当選する。
市長を1期務め、2003年（平成15年）の市長選挙で再選を目指したが、元市理事の吉田友好に敗れた。